# Explosiones en Bodh Gaya de 2013

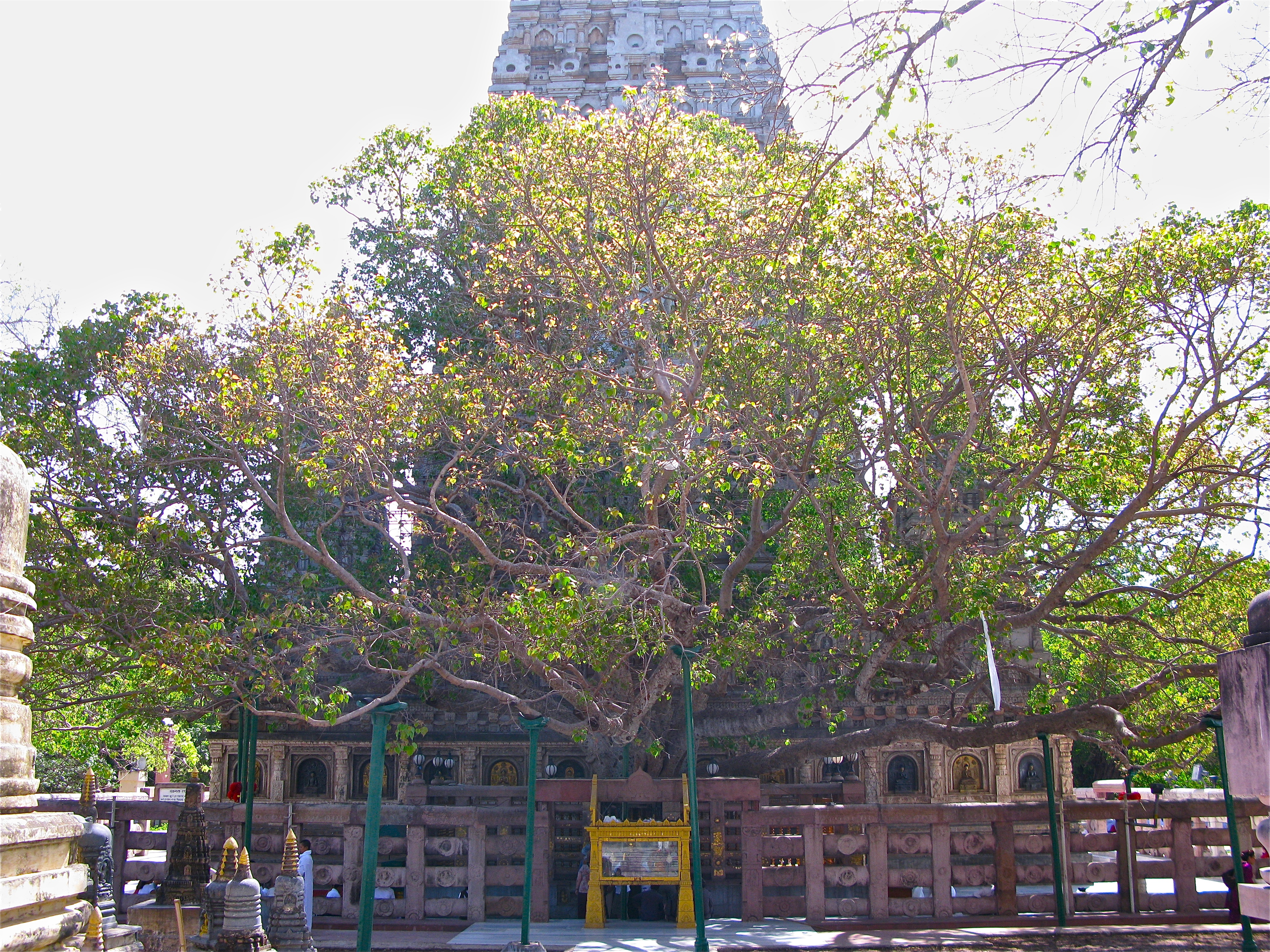
El árbol de sagrado, en Bodh Gaya.

Las explosiones en Bodh Gaya de 2013 fueron un acontecimiento en serie que tuvo lugar en el complejo del templo Mahabodhi, declarado Patrimonio de la Humanidad en Bodh Gaya y zonas aledañas el 7 de julio de 2013 en la India, hiriendo a 5 personas, entre ellas dos monjes. Sin embargo, el vihara no fue dañado por los ataques, y el árbol sagrado donde Buda creía haber alcanzado la iluminación está seguro.

## Investigación
El 8 de julio la policía de Bihar liberó imágenes de CCTV de los lugares de las explosiones en el templo de Mahabodhi y, con base en un análisis de las imágenes, bocetos de los supuestos atacantes. Sahidur y Saifur Rehman, hermanos de Escocia y Arabia Saudita, respectivamente, fueron identificados a partir de los dibujos; ambos son presuntos indios mujahideen (IM) operarios. Otro hombre, Vinod Mistri, también fue detenido dado que su carné de identidad se encontró en el lugar de la explosión. Sin embargo, Mistri afirmó haber perdido días antes de las explosiones su carné. La Agencia Nacional de Investigación (ANR) liberó a Mistri el 10 de julio por falta de pruebas después de tomar su declaración. Un presunto tuit de IM atribuyó la responsabilidad de los atentados de Bodh Gaya en el día de los atentados de Mumbai, advirtiendo que sería el próximo objetivo. La dirección IP se remonta a Pakistán, y NIA investigó la demanda.